# Oasenkultur

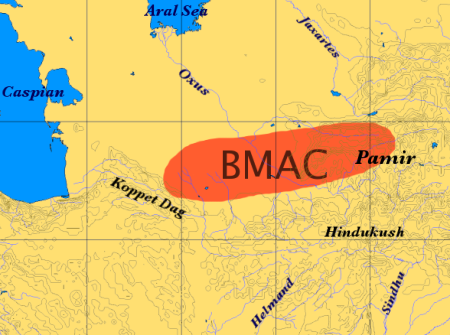
Ungefähre Ausbreitung der Oasenkultur (BMAC: Bactria–Margiana Archaeological Complex)

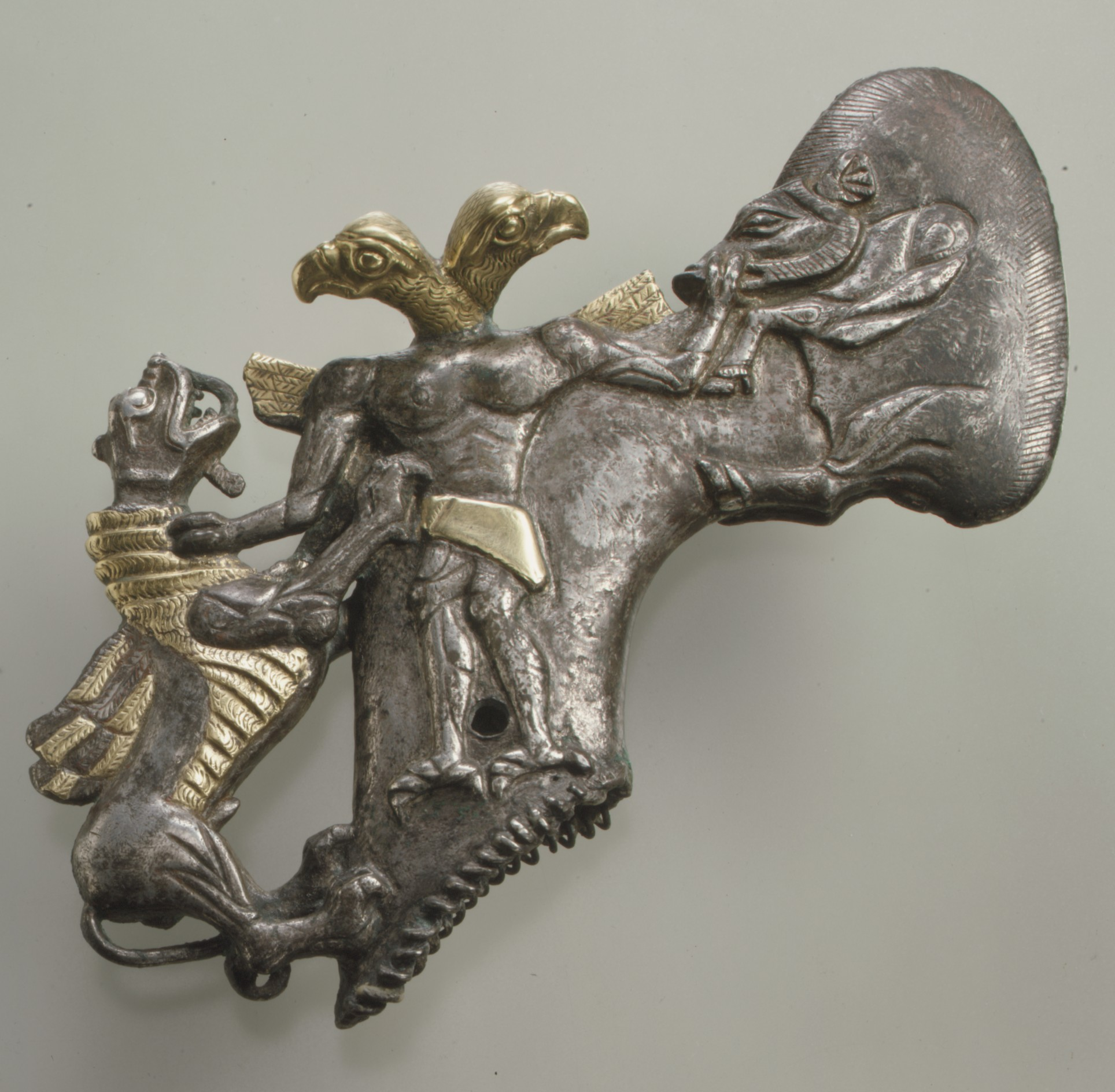
Streitaxt aus Silber und Gold aus dem BMAC mit Schneide in Form eines Ebers, Männerfigur mit zwei Vogelköpfen und Rückseite als Drachen oder Löwengreif.

Als Oasenkultur (auch Oxus-Kultur oder Oxus-Zivilisation, nach dem antiken Namen des zentralasiatischen Amudarja-Flusses), in der Archäologie oft auch BMAC von englisch Bactria–Margiana Archaeological Complex genannt, wird eine bronzezeitliche Kultur in der Wüste Karakum im heutigen Turkmenistan und Teilen Afghanistans bezeichnet. Sie existierte vermutlich zwischen 2200 und 1700 v. Chr. etwa zeitgleich mit der Indus-Kultur, dem Reich Elam in Mesopotamien und dem Mittleren Reich in Ägypten. Das Verschwinden der Oasenkultur ist nicht genau geklärt, wurde aber vermutlich durch klimatische Veränderungen verursacht. Der Name Oxus-Kultur ist ungenau, denn diese Kultur darf nicht mit der vom 5. Jahrhundert vor Christus bis zum 17. Jahrhundert nach Christus bestehenden Flusskultur am Usboi verwechselt werden (damals der Unterlauf bzw. Nebenfluss des Oxus), der den Fluss bei Gurgandsch (Köneürgenç) nach Westen hin bis ins Kaspische Meer leitete. Ebenso liegen die weiter südlich verlaufenen Flussläufe des Usboi durch das Karakum bzw. den Ungus und nördlich des Kopet-Dag ganz oder größtenteils außerhalb dieser Gebiete.

## Überblick
Die Oasenkultur zeigt ein für die Region und Zeit (spätes 3. bis frühes 2. Jahrtausend v. Chr.) ungewöhnlich hohes Niveau der Töpferei und Metallverarbeitung (Bronze, Silber). Davon zeugen fein bearbeitete und mit geometrischen Motiven verzierte Steinvasen, bronzene Schnabelvasen (evtl. Teil eines Soma-Kultes), Silbervasen, Schmuckstücke (Schminkbehälter mit Applikator, Elfenbeinkamm, Spiegel), eine Silbernadel mit einem Schaf als Kopf sowie Goldperlen.

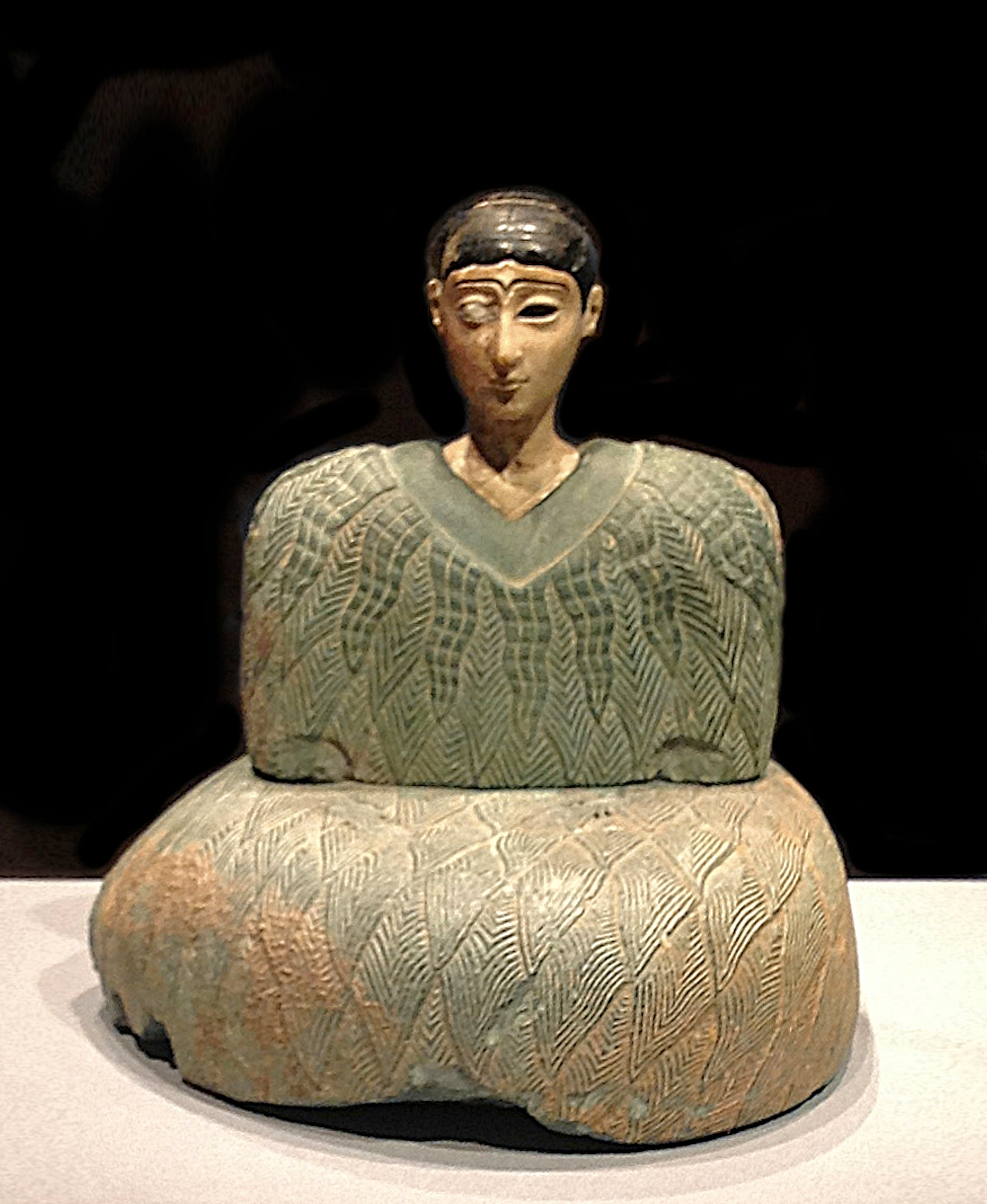
Steinerne Göttin-Figur mit Fell-Kleid

Neben massiven Steinarbeiten wurden auch fein gearbeitete Skulpturen gefunden. Dazu zählen weibliche, später auch männliche, flache Tonfiguren mit schnabelartigen Nasen, welche wahrscheinlich in den Häusern aufgehängt wurden. Außerdem plastische, plump wirkende sitzende Stein-Figuren mit aufgesetzten Steinköpfchen und auffallender Fell-Tracht, die in Gräbern deponiert wurden und als Muttergottheiten gedeutet werden, aber auch, vergleichbar den ägyptischen Ka-Statuen, als Seelenträger fungiert haben können. Außer Grubengräbern wurden Grabstätten herausragender Persönlichkeiten gefunden, die als Nachbildung eines Wohnhauses angelegt waren.
Die (zum Teil monumentalen) Gebäude sind nach Plan errichtet worden (z. B. Togolok 21) und lassen somit auf mathematisches, geometrisches und astronomisches Wissen schließen. Davon zeugen auch mehrere ausgegrabene Städte mit rechtwinkeligen Straßengittern, die dicke Stadtmauern und ein palastähnliches Gebäude im Zentrum aufweisen. Mehrere Städte wurden in einem Verbund angelegt – bei der Fundstelle Adji Kui sind es neun im engen Umkreis.

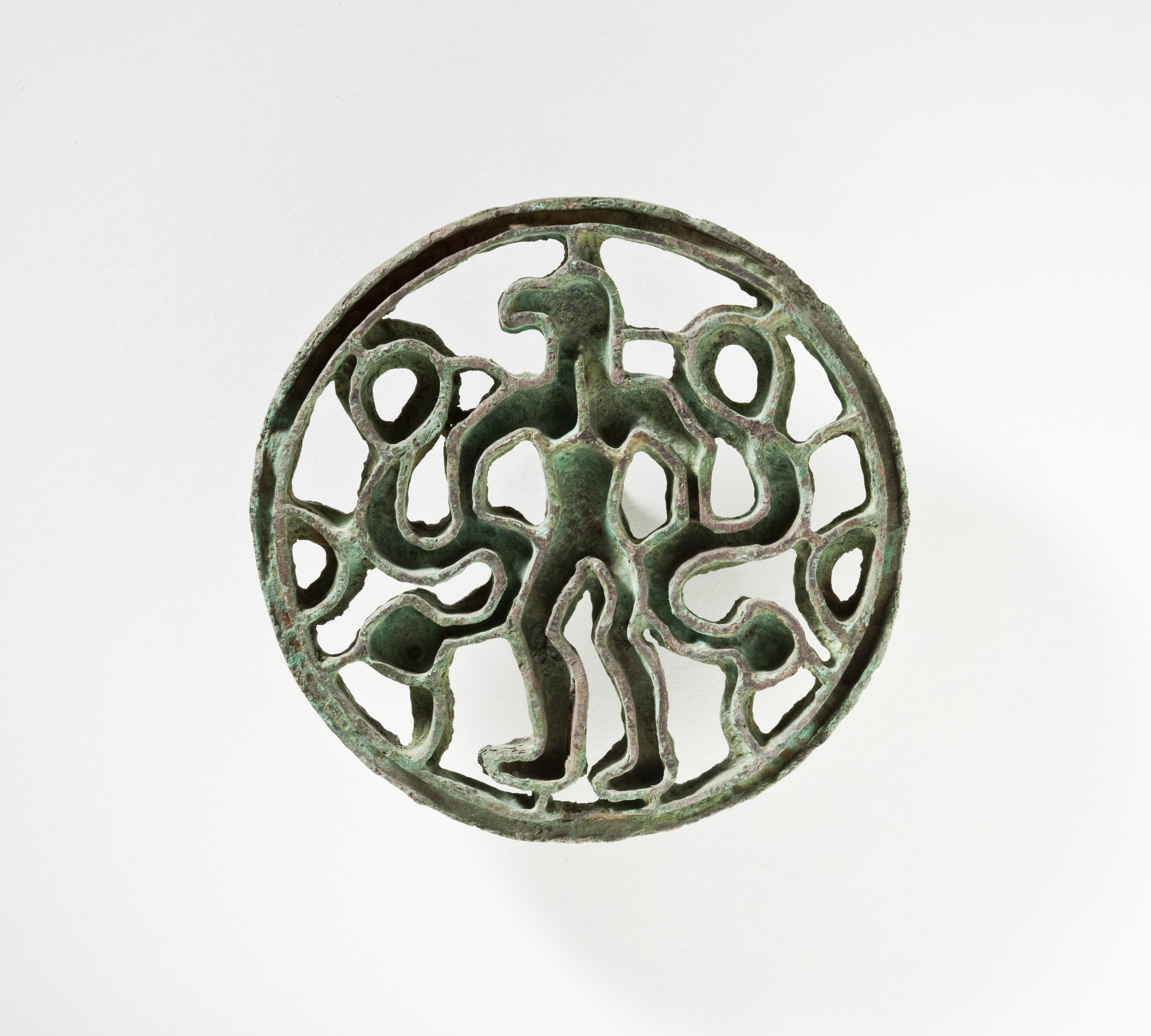
Amulett mit vogelköpfigem Mann und Schlangen

In Adji Kui wurden Amulette gefunden, deren Abbildungen – darunter das häufig auftretende Adler-Schlange-Motiv – als Darstellungen von Szenen des mesopotamischen Etana-Mythos gedeutet wurden. In Gräbern gefundene Fayence-Armreife aus der Indus-Kultur sowie syrische Stempelsiegel mit geflügelter weiblicher Gottheit auf einem Panther legen nahe, dass Fernhandel stattfand. Auf eine ausgeprägte Handelskultur deuten auch Stempelsiegel zur Kennzeichnung des Besitzes sowie Zählsteine für die buchhalterische Erfassung von Waren hin.
Die Menschen der Oasenkultur domestizierten Schaf und Ziege sowie Hausesel und vor allem Kamele. Mit ausgeklügelten Bewässerungsanlagen wurden große Felder versorgt, auf denen Gerste, Weizen und Hülsenfrüchte angebaut wurden.
Der Ursprung der Oasenkultur ist unsicher, doch gab es im Süden vom heutigen Turkmenistan schon im vierten Jahrtausend v. Chr. diverse Städte, wie Altyndepe oder Namazgadepe. Diese Orte wurden im dritten Jahrtausend verlassen, da die Region verwüstete. Es ist argumentiert worden, dass die Bewohner nach Norden in die Margiana zogen, wo sich in der Folgezeit ein Hauptzentrum der Oasenkultur bilden sollte.
In der Forschung gab es verschiedene Vorschläge die Oasenkultur zeitlich zu gliedern. Eine der frühsten Vorschläge stammen von Viktor Ivanovich Sarianidi und P'yankova. Nach ihnen gab es drei Stufen: Kelleli, Gonur und Togolok. Diese Stufen sind zeitlich mit den drei Unterstufen von Namazga VI. Die Gliederung folgt vor allem der Keramikentwicklung. Die Stufen sind nach wichtigen Fundorten benannt.

## Entdeckung
Die Oasenkultur wurde in den 1970er Jahren von dem russischen Archäologen Wiktor Iwanowitsch Sarianidi entdeckt – in einem Gebiet, das von ihm Bactria-Margiana Archaeological Complex genannt wurde (BMAC, nach den antiken Bezeichnungen für die Regionen Baktrien und Margiana). Sarianidi widmete der Erforschung jener Kultur Jahrzehnte seines Lebens. Bedeutende Überreste fand er in der Daschly-Oase. Im Süden Usbekistans erfolgen seit 1973 Ausgrabungen in Jarqoʻton, einer der größten Siedlungen der Oasenkultur. Seit ein paar Jahren gräbt der italienische Archäologe Gabriele Rossi-Osmida unter anderem in Adji Kui.
2001 kam die Vermutung auf, dass die Oasenkultur eine eigene Schrift entwickelt habe. Diese wäre etwa 2300 v. Chr. entstanden, zwar später als die Schrift in Ägypten und Mesopotamien, aber weit früher als in China. Strittig ist allerdings, ob es sich um eine Schrift oder um Piktogramme handelt.

## BMAC und Indoiraner

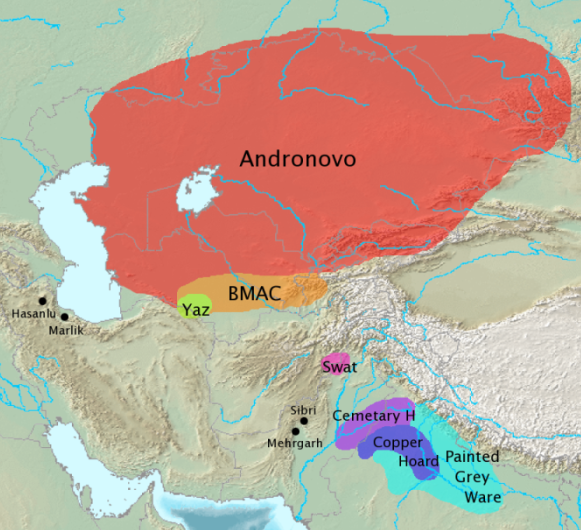
Die Oasenkultur (BMAC) und weitere, sie umgebende Kulturen, die allgemein mit der Ausbreitung indo-iranischer Sprachen bzw. Emigration in Verbindung gebracht werden: die Andronowo-Kultur, die baktrisch-margianische Oasenkultur und die Yaz-Kultur. Die Swat-Kultur, die Cemetery-H-Kultur, die Kupfer-Hort-Kultur und die PGW-Kultur sind Kandidaten für die indo-arischen Völkerwanderungen.

J. P. Mallory vertritt die Hypothese, dass die Träger der Oxus-Kultur (englisch: BMAC) anfangs noch keine Indoiraner waren, sprachlich aber allmählich durch (halb)nomadische, iranischsprachige Gruppen der Andronowo-Kultur infiltriert wurden und am Ende eine Schlüsselrolle bei der iranischen Besiedlung des Iranischen Hochlands spielte, das zuvor von nicht-(indo)iranischsprachigen und nicht einmal indogermanischsprachigen Bevölkerungen (hurritisch-urartäische Gruppen südwestlich des Kaspischen Meeres und (proto-)elamische Gruppen im Süden) besiedelt war:

“The BMAC now plays a very important role in discussions of the archaeology of the early Indo-Iranians. One of the key problems of identifying Indo-Iranian expansions into Iran, Pakistan and India has been the chain of Central Asian urban sites that apparently separated nomadic stockbreeders of the Russian and Kazakhstan steppe, the Andronovo culture, who conformed very well with respect to settlement, economy, technology and ritual expected of the early Indo-lranians and the earliest historically identified Indo-Aryan and Iranian cultures further south. To the south of the Central Asian centers were the local Iranian and Indian cultures which were presumably or provably non-IE, e.g., to the southwest of the Caspian were the Hurrians and Urartians while southern Iran was occupied by the Elamites; the Harappan culture of India is presumably non-Indo-European. There is no evidence that these regions were penetrated significantly by the Andronovo culture of the northern steppe. Hence, it has become increasingly clear that if one wishes to argue for Indo-Iranian migrations from the steppe lands south into the historical seats of the Iranians and Indo-Aryans that these steppe cultures were transformed as they passed through a membrane of Central Asian urbanism. The fact that typical steppe wares are found on BMAC sites and that intrusive BMAC material is subsequently found further to the south in Iran, Afghanistan and Pakistan, may suggest then the subsequent movement of Indo-lranian-speakers after they had adopted the culture of the BMAC. Such a model, obviously, presupposes that one can associate an Indo-Iranian identity with the BMAC. 

Arguments for this identity rests on several lines of evidence. The geographic location of the BMAC … conforms, it is argued, with the historical situation of the Da(h)a and Parnoi mentioned in Greek and Latin sources, which have, in turn, been identified with the Dasas, Dasyus, and Panis of the Rig Veda who were defeated by the Vedic Arya. The presence of triple-walled circular forts in the BMAC also matches the description of the fortified sites depicted in the Vedas. Moreover, the BMAC sites have also yielded physical evidence of what has been presumed to be the Indo-lranian *sauma cult, one of the characteristic religious distinctions between the Vedic Arya and their enemies. On the model of contemporary relationships between Tajiks, the settled farmers of the area, and the semi-nomadic Uzbeks, the steppe populations are presumed to have been in regular seasonal contact with those settled in the oases. Such relationships have tended to result in bilingualism among the settled populations, one of the prerequisites of a language shift.”

„Das BMAC spielt heute eine sehr wichtige Rolle in Diskussionen über die Archäologie der frühen Indoiraner. Eines der Hauptprobleme bei der Identifizierung indoiranischer Expansionen in den Iran, nach Pakistan und Indien war die Kette zentralasiatischer städtischer Siedlungen, die offenbar die nomadischen Viehzüchter der russischen und kasachischen Steppe, der Andronowo-Kultur, die sich in Bezug auf die Besiedlung, Wirtschaft, Technologie und Ritual sehr gut anpassten, von den frühen Indo-lranern und den frühesten historisch identifizierten indoarischen und iranischen Kulturen, die weiter südlich zu erwarten sind, trennte. Südlich der zentralasiatischen Zentren befanden sich die lokalen iranischen und indischen Kulturen, die vermutlich oder nachweislich nicht indogermanisch waren, z. B. südwestlich des Kaspischen Meeres befanden sich die Hurriter und Urartäer, während der südliche Iran von den Elamitern besetzt war. Die Harappa-Kultur Indiens ist vermutlich nicht-indogermanisch. Es gibt keine Hinweise darauf, dass diese Regionen maßgeblich von der Andronowo-Kultur der nördlichen Steppe durchdrungen waren. Wenn man also für indoiranische Migrationen aus den Steppengebieten im Süden in die historischen Sitze der Iraner und Indoarier argumentieren will, wird immer deutlicher, dass diese Steppenkulturen sich verändert haben, als sie eine Membran des zentralasiatischen Urbanismus passierten. Die Tatsache, dass an BMAC-Standorten typische Steppenware gefunden werden und dass anschließend weiter südlich im Iran, in Afghanistan und Pakistan eindringendes BMAC-Material gefunden wird, könnte auf die anschließende Bewegung von Indo-lranischsprachigen hinweisen, nachdem sie die Kultur des BMAC übernommen hatten. Ein solches Modell setzt natürlich voraus, dass man dem BMAC eine indo-iranische Identität zuordnen kann.

Argumente für diese Identität beruhen auf mehreren Beweislinien. Die geografische Lage des BMAC … stimmt mit der historischen Lage der Da(h)a und Parnoi überein, die in griechischen und lateinischen Quellen erwähnt wurden und mit den Dasas, Dasyus und Panis des Rig Veda identifiziert werden, welche von den vedischen Ariern besiegt wurden. Das Vorhandensein dreifach ummauerter kreisförmiger Festungen im BMAC stimmt auch mit der Beschreibung der in den Veden dargestellten befestigten Stätten überein. Darüber hinaus haben die BMAC-Stätten auch physische Beweise für den mutmaßlichen indo-iranischen Sauma-Kult geliefert, einen der charakteristischen religiösen Unterschiede zwischen den vedischen Arya und ihren Feinden. Nach dem Modell der zeitgenössischen Beziehungen zwischen Tadschiken, den sesshaften Bauern der Region und den halbnomadischen Usbeken wird angenommen, dass die Steppenpopulationen saisonal regelmäßig mit den in den Oasen ansässigen Menschen in Kontakt standen. Solche Beziehungen führten tendenziell zur Zweisprachigkeit der sesshaften Bevölkerung, einer der Voraussetzungen für einen Sprachwandel.“

Ausgegrabene Ruinen haben angeblich Ähnlichkeiten mit Komplexen, die in dem Rigveda beschrieben sind, und es scheint auch Belege für den Soma-Kult zu geben.

## Dokumentarfilme
- Marc Jampolsky: Karakum, die Totenstadt in der Oase (auch: Karakum. Vergessene Wüstenstädte). Arte France, Frankreich 2001 (45 Minuten; Info (Memento vom 29. September 2007 im Internet Archive)).
- Marc Jampolsky: Karakum, Geheimnisse der schwarzen Wüste. Arte France, Frankreich 2004 (52 Minuten; Info).